# SPARQL
SPARQL("sparkle", 스파클, SPARQL Protocol and RDF Query Language의 재귀 약자)은 RDF 질의어, 즉 데이터베이스를 위한 시맨틱 질의어로서 자원 기술 프레임워크(RDF) 형식으로 저장된 데이터를 검색, 조작할 수 있다. 월드 와이드 웹 컨소시엄의 RDF DAWG(Data Access Working Group)에 의해 표준화되었으며 시맨틱 웹의 주요 기술 가운데 하나로 지목된다. 2008년 1월 15일, SPARQL 1.0은 공식 W3C 권고안이 되었으며, 2013년 3월 SPARQL 1.1이 그 다음 권고안으로 되었다.
SPARQL은 쿼리가 트리플 패턴, 논리곱, 논리합, 선택적 패턴을 구성할 수 있게 한다.
여러 프로그래밍 언어를 위한 구현체들이 존재한다. 이를테면 ViziQuer처럼 SPARQL 엔드포인트를 위한 SPARQL 쿼리를 연결, 반자동 구성할 수 있게 하는 도구들이 존재한다.
이뿐 아니라 SPARQL 쿼리를 다른 질의어, 이를테면 SQL과 XQuery로 변환하는 도구들도 존재한다.

## 예
"아프리카의 모든 국가 수도는?"이라는 질문의 SPARQL 쿼리 예제이다:
```
PREFIX
 
ex
:
 
<http://example.com/exampleOntology#>

SELECT
 
?capital

       
?country

WHERE

  
{

    
?x
  
ex
:
cityname
       
?capital
   
;

        
ex
:
isCapitalOf
    
?y
         
.

    
?y
  
ex
:
countryname
    
?country
   
;

        
ex
:
isInContinent
  
ex
:
Africa
  
.

  
}

```

변수는 "?" 또는 "$" 두문자로 구분한다. ?capital과 ?country의 바인딩을 반환한다.

## 같이 보기
- 사이퍼 질의어